# ジョビー・カツマタ
ジョビー・カツマタ（Jovy Katsumata、1994年1月25日 - ）は、フィリピンのプロボクサー。本名はJovylito Abe Aligarbes。北ラナオ州トゥボッド出身。勝又ボクシングジム所属。第10代WBC世界スーパーフライ級ユース王者。

## 来歴
母方の祖父が日本人のクォーター。
10歳でボクシングを始め、アマチュア86戦81勝の戦績を残しプロ転向。
2010年9月25日プロデビュー。
母国で7勝（1KO）1敗として、2013年に来日し勝又ジム所属となる。
来日初戦は2013年4月6日、キャンプ座間にて2012年東日本新人王の久野伸弘と対戦するが、4回TKO負け。
2013年7月23日、後楽園ホール初登場。中井雄規を3回TKOで降し来日初勝利。
2013年9月30日、来日初の同胞対決となるモニコ・ラウレンテを3-0判定で退ける。
2013年12月10日、アンヘリート・メリンが持つWBC世界スーパーフライ級ユース王座に挑戦し、2回TKO勝ちを収めプロ初タイトル獲得。
2014年2月10日、和氣慎吾が持つOPBF東洋太平洋スーパーバンタム級王座に挑むが、2回KOで敗退。

## 戦績
- プロボクシング：13戦 10勝 4KO 3敗

## 獲得タイトル
- WBC世界スーパーフライ級ユース王座（防衛0）